# 1457 Ankara
Ankara (asteróide 1457) é um asteróide da cintura principal, a 2,2736106 UA. Possui uma excentricidade de 0,156489 e um período orbital de 1 616,33 dias (4,43 anos).
Ankara tem uma velocidade orbital média de 18,141788 km/s e uma inclinação de 6,09612º.
Esse asteróide foi descoberto em 3 de Agosto de 1937 por Karl Reinmuth.